# تابع انتخاب
در نظریه اصل موضوعی مجموعه‌ها اصلی موضوعی موسوم به اصل موضوع انتخاب بیان می‌کند برای هر دسته ناتهی {\displaystyle {\mathcal {C}}} از مجموعه‌های ناتهی، تابعی چون {\displaystyle f:{\mathcal {C}}\to \cup {\mathcal {C}}} وجود دارد که بری هر {\displaystyle A\in {\mathcal {C}}} داریم {\displaystyle f(A)\in A} این تابع را تابع انتخاب می‌گوییم. 
اجمالاً تابع انتخاب، انتخاب‌های هم‌زمان از اعضای دسته {\displaystyle {\mathcal {C}}} انجام می‌دهد و اعضای انتخاب شده را در برد خود قرار می‌دهد.
نکته‌ای که جنجال‌برانگیز است این است که تنها وجودِ این تابع به‌وسیله اصل موضوع انتخاب تضمین می‌شود حتی اگر تعداد مجموعه‌های دسته مفروض {\displaystyle {\mathcal {C}}} نامتناهی باشد، و هیچ روشی برای نحوه این انتخاب ارائه نمی‌کند به عبارت دیگر برای این تابع ضابطه‌ای در نظر نمی‌گیرد. این تابع به ما امکان انتخاب‌های نامتناهی را هم می‌دهد که این امر برای اثبات بسیاری از قضایای نظریه مجموعه‌ها، خصوصاً قضیه خوشترتیبی و لم زرن لازم است.